# Coppa CERS 1992-1993
La Coppa CERS 1992-1993 è stata la 13ª edizione dell'omonima competizione europea di hockey su pista riservata alle squadre di club. Il torneo ha avuto inizio il 6 febbraio e si è concluso il 5 giugno 1993. 
Il titolo è stato conquistato dal Novara per la terza volta nella sua storia.

## Squadre partecipanti
| Nazione     | Club             | Città              | Qualificazione                                                                 |
| ----------- | ---------------- | ------------------ | ------------------------------------------------------------------------------ |
| Francia     | Callac           | Callac             | 3º in Nationale 1 1991-1992                                                    |
| Francia     | Gujan-Mestras    | Gujan-Mestras      | 4º in Nationale 1 1991-1992                                                    |
| Francia     | Nantes           | Nantes             | 5º in Nationale 1 1991-1992                                                    |
| Germania    | Mönchengladbach  | Mönchengladbach    | 2º in Rollhockey-Bundesliga 1991-1992                                          |
| Germania    | Walsum           | Duisburg           | 3º in Rollhockey-Bundesliga 1991-1992                                          |
| Germania    | Weil             | Weil am Rhein      | 4º in Rollhockey-Bundesliga 1991-1992                                          |
| Inghilterra | Herne Bay United | Herne Bay          | 2º in Roller Hockey Premier League 1991-1992                                   |
| Italia      | Bassano          | Bassano del Grappa | 5º in Serie A1 1991-1992, quarti di finale play-off                            |
| Italia      | CGC Viareggio    | Viareggio          | 6º in Serie A1 1991-1992, quarti di finale play-off                            |
| Italia      | Novara           | Novara             | Detentore Coppa CERS 1991-1992 e 3º in Serie A1 1991-1992, semifinale play-off |
| Italia      | Thiene           | Thiene             | 4º in Serie A1 1991-1992, semifinale play-off                                  |
| Portogallo  | Porto            | Porto              | 2º in 1ª Divisão 1991-1992                                                     |
| Portogallo  | Turquel          | Turquel            | 3º in 1ª Divisão 1991-1992                                                     |
| Portogallo  | Valongo          | Valongo            | 4º in 1ª Divisão 1991-1992                                                     |
| Spagna      | Barcellona       | Barcellona         | 4º in División de Honor 1991-1992                                              |
| Spagna      | Dominicos        | La Coruña          | 5º in División de Honor 1991-1992                                              |
| Spagna      | Reus Deportiu    | Reus               | 6º in División de Honor 1991-1992                                              |
| Svizzera    | Montreux         | Montreux           | 2º in Lega Nazionale A 1992                                                    |
| Svizzera    | Villeneuve       | Villeneuve         | 3º in Lega Nazionale A 1992                                                    |
| Svizzera    | Wimmis           | Wimmis             | 4º in Lega Nazionale A 1992                                                    |

## Risultati

### Primo turno
| Squadra 1        | Totale          | Squadra 2  | Andata | Ritorno |
| ---------------- | --------------- | ---------- | ------ | ------- |
| CGC Viareggio    | 8 - 8 (0-1 dtr) | Turquel    | 4 - 3  | 4 - 5   |
| Gujan-Mestras    | 15 - 10         | Villeneuve | 5 - 5  | 10 - 5  |
| Herne Bay United | 3 - 29          | Barcellona | 1 - 7  | 2 - 22  |
| Nantes           | 2 - 18          | Dominicos  | 2 - 9  | 0 - 9   |

### Ottavi di finale
| Squadra 1       | Totale | Squadra 2     | Andata | Ritorno |
| --------------- | ------ | ------------- | ------ | ------- |
| Bassano         | 20 - 2 | Walsum        | 15 - 1 | 5 - 1   |
| Callac          | 7 - 34 | Thiene        | 4 - 16 | 3 - 18  |
| Dominicos       | 6 - 3  | Porto         | 3 - 1  | 3 - 2   |
| Mönchengladbach | 6 - 36 | Barcellona    | 3 - 12 | 3 - 24  |
| Turquel         | 27 - 7 | Montreux      | 13 - 3 | 14 - 7  |
| Valongo         | 21 - 1 | Gujan-Mestras | 12 - 1 | 9 - 0   |
| Weil            | 4 - 10 | Reus Deportiu | 2 - 5  | 2 - 5   |
| Wimmis          | 5 - 48 | Novara        | 2 - 20 | 3 - 28  |

### Quarti di finale
| Squadra 1  | Totale  | Squadra 2     | Andata | Ritorno |
| ---------- | ------- | ------------- | ------ | ------- |
| Barcellona | 12 - 11 | Reus Deportiu | 7 - 6  | 5 - 5   |
| Bassano    | 4 - 15  | Novara        | 2 - 4  | 2 - 11  |
| Dominicos  | 12 - 8  | Valongo       | 10 - 2 | 2 - 6   |
| Thiene     | 17 - 7  | Turquel       | 7 - 3  | 10 - 4  |

### Semifinali
| Squadra 1  | Totale        | Squadra 2 | Andata | Ritorno |
| ---------- | ------------- | --------- | ------ | ------- |
| Barcellona | 11 - 11 (gfc) | Thiene    | 7 - 5  | 4 - 6   |
| Novara     | 19 - 9        | Dominicos | 15 - 3 | 4 - 6   |

### Finale
| Squadra 1 | Totale | Squadra 2 | Andata | Ritorno |
| --------- | ------ | --------- | ------ | ------- |
| Novara    | 14 - 5 | Thiene    | 8 - 2  | 6 - 3   |